# Wolfram Goessling
Wolfram Goessling (* 1967 in Bielefeld) ist ein deutscher Onkologe und Gastroenterologe. Er ist Robert-H.-Ebert-Associate Professor an der Harvard Medical School.

## Leben
Goessling absolvierte sein Studium an der Universität Witten/Herdecke, wo er sowohl das Staatsexamen ablegte als auch seinen Doktorgrad erlangte. Anschließend setzte er seine ärztliche Ausbildung in den Vereinigten Staaten fort, wobei er unter anderem am Brigham and Women’s Hospital sowie am Massachusetts General Hospital tätig war.
Mit 45 Jahren erhielt er die Diagnose eines Angiosarkoms im Gesicht. Im Jahr 2020 wurde erneut eine Krebserkrankung bei ihm festgestellt, diesmal nur knapp außerhalb des zuvor bestrahlten Bereichs, und wurde mittels einer Kombinationstherapie, die neben Immuntherapie auch eine weitere Operation und Strahlentherapie umfasste, erfolgreich behandelt. Der Dokumentarfilm Überleben: Ein Arzt und sein Krebs (2024) schildert Goesslings Kampf gegen seine eigene Krebserkrankung im Rahmen zweier Erkrankungsphasen, inklusive Chemotherapie, Operationen, Bestrahlung und neuerdings Immuntherapie. Der Film deutet darauf hin, dass sich Goesslings Perspektive auf seinen Beruf und sein Privatleben deutlich verändert hat, ohne dass er seinen beruflichen Einsatz aufgibt.

## Forschungsschwerpunkte
Goessling forscht am Dana-Farber Cancer Institute sowie am Brigham and Women’s Hospital und leitet einige Projekte in der Krebsforschung. Er konzentriert sich insbesondere auf die Erforschung molekularer Abläufe bei Lebererkrankungen und Leberkrebs, wobei er Modelle wie den Zebrafisch einsetzt. Seine Qualifikation als Onkologe und Gastroenterologe eröffnet dabei eine spezielle Perspektive zur Entwicklung neuer Therapieansätze. Im Vordergrund steht die Untersuchung von Stoffwechsel- und Entzündungsvorgängen, die bei der Entstehung und Ausbreitung maligner Lebererkrankungen eine Rolle spielen können. Seine Forschungsergebnisse tragen zum Verständnis chronischer Lebererkrankungen bei und unterstützen neue Behandlungsmöglichkeiten. Er publiziert seine Ergebnisse in internationalen Fachzeitschriften und beteiligt sich an bedeutenden klinischen Studien.

## Auszeichnungen
- 2012: Pew Biomedical Scholar der Pew Charitable Trusts[5]
- 2013: Irving M. London Teaching Award (gemeinsam mit Daniel Soloman)[6]

## Veröffentlichungen (Auswahl)
- mit Cristian Pattaro et al.: Genome-wide association and functional follow-up reveals new Loci for kidney function. Freiburg : Universität, 2019. urn:nbn:de:bsz:25-freidok-1065554
- mit Cristian Pattaro: Genetic associations at 53 loci highlight cell types and biological pathways relevant for kidney function. Freiburg : Universität, 2021. doi:10.1038/ncomms10023
- Am Leben bleiben: ein Onkologe bekämpft seinen Krebs. Rowohlt Polaris, Hamburg 2023, ISBN 978-3-499-00605-0

## Verweise
- Literatur von und über Wolfram Goessling im Katalog der Deutschen Nationalbibliothek
- Veröffentlichungen von und über Wolfram Goessling auf dem Dokumentenserver Researchgate
- Überleben – ein Arzt und sein Krebs in der ARD-Mediathek. Dokumentarfilm (89 Min.), abrufbar bis 23. Oktober 2029
- Wolfram Gössling – Mit Hoffnung dem Krebs begegnen Interview vom 10. September 2023 aus der SRF-Reihe Sternstunde Religion (60 Min.)